# Улица Корнейчука (Москва)
У́лица Корнейчука́ — улица на севере Москвы в районе Бибирево Северо-восточного административного округа, между Мелиховской улицей и стыком улиц Лескова и Широкой. Названа в 1976 году в честь драматурга Александра Евдокимовича Корнейчука (1905—1972).

## Расположение
Улица Корнейчука начинается от Мелиховской улицы и проходит с запада на восток вдоль 87 км МКАД, слева имеется небольшой автомобильный мост через МКАД на Челобитьевское шоссе (к посёлкам Нагорное и Вёшки); справа отходит Белозерская улица, затем улица Корнейчука поворачивает под острым углом на юго-запад, пересекает реку Чермянку, которая на этом отрезке протекает в подземном коллекторе. Заканчивается на стыке улиц Широкой и Лескова, переходя в улицу Плещеева.

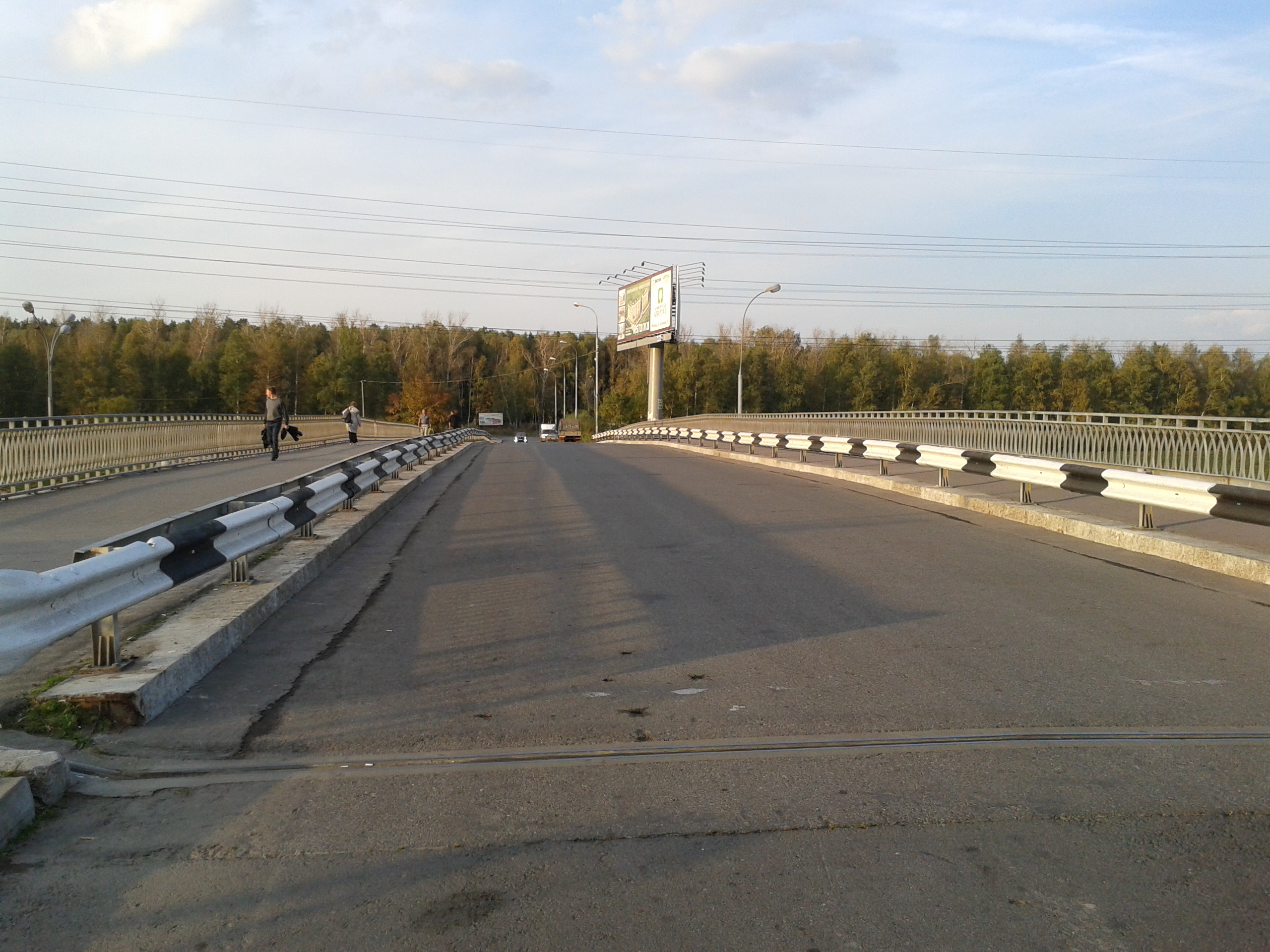
Подушкинский путепровод от улицы через МКАД к Челобитьевскому шоссе

## Учреждения и организации
По нечётной стороне:

Клетка для людей в Центральном отделении УФМС по Москве, улица Корнейчука, 47а, 2013 год

- № 3 — автобусная станция «Корнейчука»;
- № 37А — школа № 954 (с 1 сентября 2014 года — 11 структурное подразделение Государственной столичной гимназии);
- № 47А — бывшее здание Центрального отделения УФМС по городу Москве с клеткой для людей (см. фото)[1][2]. ФМС было позже перенесено в Сахарово, здание с тех пор не используется, на площади планируется точечная застройка[3];
- № 59 — детская библиотека № 144 СВАО;

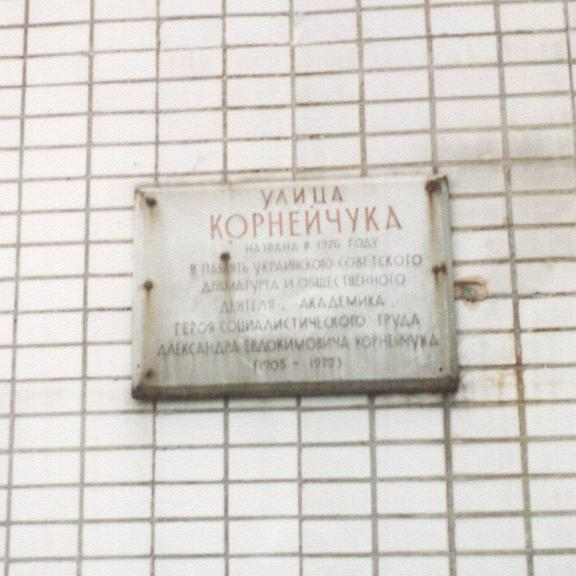
Доска на доме № 32 в начале 2000-х годов (утрачена)

- Есть здание с внеочередным номером 83/33[4] (бывш. школа, теперь — гараж, см. фото).

По чётной стороне:

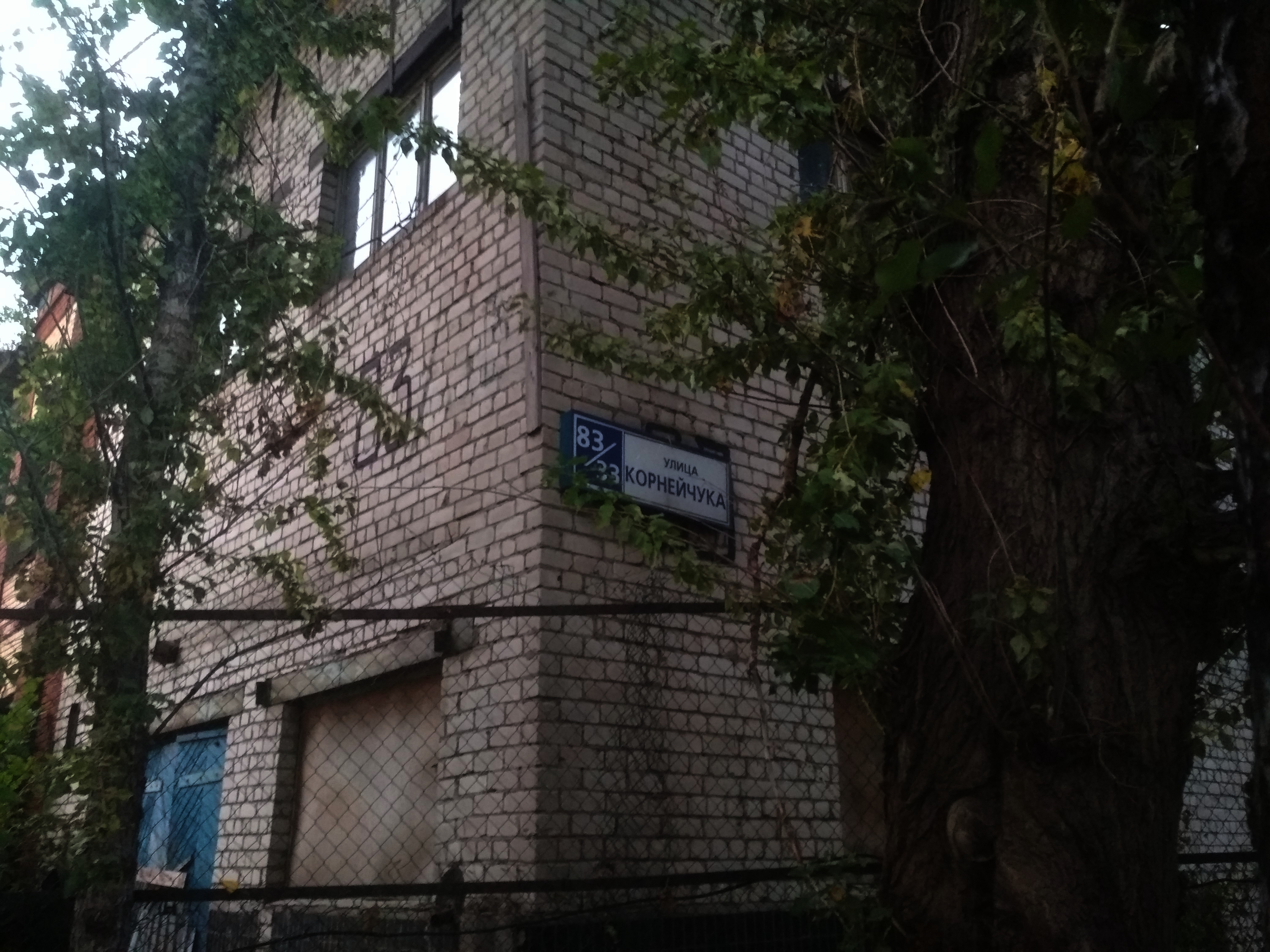
Улица Корнейчука, 83 (снесён в 2022)

- № 14А — Центр образования: начальная школа — детский сад № 1682;
- № 16А — детский сад № 1002;
- № 16 — детский подростковый клуб «Кентавр»;
- № 22А — детский сад № 1116 (с ясельными группами);
- № 24А — детский сад № 1121;
- № 28 — поликлиника № 190 СВАО;
- № 28, корпус 2 — ДЮСШ № 80 Бибирево;
- № 30А — архив учреждений системы образования г. Москвы
- № 32 — жилой дом, на котором находилась мемориальная доска (была утрачена в начале 2010-х).
- № 32А — детский сад № 1033;
- № 36 — универсам «Пятёрочка»;
- № 36А — Стройкомплект СВАО Бибирево;
- № 38Б — ОДС СВАО Бибирево;
- № 40 — юношеская библиотека № 69 СВАО[5], аптека;
- № 42А — детский сад № 531 (с 1 сентября 2014 года — 7 структурное подразделение Государственной столичной гимназии);
- № 44 — доп. офис Сбербанка России №9038/01325; отделение почтовой связи № 127543;
- № 50А — детский сад № 1045 (с 1 сентября 2014 года — 8 структурное подразделение Государственной столичной гимназии);
- № 52А — школа № 332 (с 1 сентября 2014 года — 10 структурное подразделение Государственной столичной гимназии);
- № 54 — торговый центр;
- № 58Б — детский сад № 2152 (с 1 сентября 2014 года — 9 структурное подразделение Государственной столичной гимназии).

## Общественный транспорт
На всём протяжении улицы Корнейчука проходят автобусные маршруты:
- 525 Улица Корнейчука —  Алтуфьево —  Владыкино
- 282 Улица Корнейчука —  Войковская
- 290 Улица Корнейчука —  Бибирево
- 606 Улица Корнейчука —  Медведково — Осташковская улица

От Белозерской улицы и до конечной станции «Улица Корнейчука» проходят маршруты:
- 815 Улица Корнейчука —  Алтуфьево — Посёлок Севводстрой

Также до конечной остановки «Улица Корнейчука» следуют автобусы 503 и 559, но собственно по улице Корнейчука они не проходят (проходят через Белозерскую и Мелиховскую улицы).